# Departamento San Justo (Santa Fe)
San Justo es un departamento en la provincia de Santa Fe en Argentina. Fue creado en 1890 con tierras del departamento La Capital. Se llamó Departamento Eva Perón desde 1952 hasta 1955.

## Distritos
El departamento de Rosario comprende un total de 18 distritos, categorizados en 1 municipio de 2ª categoría:
| Municipio 2ª categoría | Población municipio (2010) | Localidad | Población localidad (2010) |
| ---------------------- | -------------------------- | --------- | -------------------------- |
| San Justo              | 22.521                     | San Justo | 21.624                     |

Y 17 comunas:
| Comuna               | Población municipio (2010) | Localidad            | Población localidad (2010) |
| -------------------- | -------------------------- | -------------------- | -------------------------- |
| Angeloni             | 308                        | Angeloni             | 62                         |
| Angeloni             | 308                        | Leiva                | S/D                        |
| Cayastacito          | 410                        | Cayastacito          | 329                        |
| Colonia Dolores      | 557                        | Colonia Dolores      | 502                        |
| Colonia Esther       | 90                         | Esther               | 41                         |
| Gobernador Crespo    | 5.564                      | Gobernador Crespo    | 5.335                      |
| La Camila            | 171                        | La Camila            | S/D                        |
| La Criolla           | 2.318                      | La Criolla           | 1.963                      |
| La Penca y Caraguatá | 506                        | La Penca y Caraguatá | 141                        |
| Marcelino Escalada   | 1.807                      | Marcelino Escalada   | 1.646                      |
| Naré                 | 493                        | Naré                 | 341                        |
| Pedro Gómez Cello    | 755                        | Pedro Gómez Cello    | 554                        |
| Ramayón              | 672                        | Ramayón              | 550                        |
| San Bernardo         | 103                        | San Bernardo         | 27                         |
| San Martín Norte     | 681                        | San Martín Norte     | 563                        |
| Silva                | 515                        | Silva                | 360                        |
| Vera y Pintado       | 1.168                      | Vera y Pintado       | 997                        |
| Videla               | 2.265                      | Videla               | 2.027                      |

## Demografía
Según los resultados definitivos del censo de 2022 la población del departamento alcanza los 46.665 habitantes.
La población se encuentra repartida en 23 945 mujeres y 22 720 hombres, con un índice de masculinidad de 94,9 hombres por cada 100 mujeres. 
La edad mediana de la población es de 33 años (34 años entre las mujeres y 32 años entre los hombres).
El 13,0% de la población tiene más de 65 años (frente al 12,3% en 2010), y el 3,1% de la población tiene más de 80 años (frente al 3,0% en 2010)
De las personas residentes en el departamento, unas 3 627 (7,8% del total departamental) nacieron en otra provincia, y unas  171 (0,4% del total departamental) lo hicieron fuera del país, siendo los grupos de inmigrantes más numerosos los provenientes de:
- Paraguay: 24 personas
- Colombia: 16 personas
- Bolivia: 14 personas
- Uruguay: 13 personas
- Chile: 6 personas